# Гейр фон Швеппенбург, Лео
Райхсфрайхерр Лео Дитрих Франц Гейр фон Швеппенбург (нем. Leo Dietrich Franz Reichsfreiherr Geyr von Schweppenburg, 1886—1974) — германский военачальник, генерал танковых войск (1940). Участвовал в Первой и Второй мировых войнах, в 1941-42 годах сражался на Восточном фронте против СССР, в 1943-44 командовал танковыми войсками во Франции. 
После войны помогал строить Бундесвер.

## Биография

### До начала Второй мировой войны
Родился в Потсдаме, в семье, принадлежавшей к прусской военной аристократии. Эта семья дала миру двух прусских фельдмаршалов. Сражался на нескольких фронтах Первой мировой войны, дослужился до капитана. После войны оставался в армии. С 1932 года оберст, с 1935 — генерал-майор. В 1933—1937 был военным атташе в Великобритании, Бельгии и Нидерландах. После возвращения из Лондона был повышен до генерал-лейтенанта и в 1937 возглавил 3-ю танковую дивизию.

### Вторая мировая война
Швеппенбург командовал 3-й танковой дивизией во время вторжения в Польшу в сентябре-октябре 1939. В этот период она была крупнейшей по количеству машин, насчитывая 391 танк. За победу под Хелмно Гитлер поблагодарил его, посетив расположение войск. 
15 февраля 1940 года назначен командующим 24-м армейским корпусом, 1 апреля 1940 получил звание генерала кавалерии. Участвовал во Французской кампании. 
В 1941 году во главе своего корпуса (уже моторизованного) участвовал в войне против СССР (теперь он именовался генералом танковых войск), действуя на южном фланге 2-й танковой группы Х. Гудериана. Отличился при взятии Бобруйска и преодолении линии р. Березина, 9 июля 1941 года за заслуги награждён Рыцарским крестом Железного креста. Участвовал затем в Смоленском сражении: 10 июля его мотокорпус форсировал Днепр южнее Могилёва в районе Старого Быхова, захватил Кричев (17 июля) и участвовал в разгроме советских войск в районе Рославля (в начале августа 1941 года) и советской 13-й армии в районе Климовичи, Костюковичи (в середине августа). В сентябре 1941 года участвовал в окружении и разгроме советского Юго-Западного фронта.
В октябре 1941 года Гейр фон Швеппенбург участвовал в Битве под Москвой. В декабре 1941 года по болезни оставил командование. 
31 марта 1942 года назначен командующим III моторизованным (с июня 1942 года — танковый) корпусом, участвовал в Харьковском сражении. В июле—сентябре 1942 года возглавлял XXXX танковый корпус, действовал на Северном Кавказе.
В 1943 году переведен во Францию. Когда в марте 1943 года Г. Гудериан стал генерал-инспектором бронетанковых войск, он поручил Гейру фон Швеппенбургу собрать десять мотопехотных и танковых дивизий. Летом 1943 года Гейр назначен командующим LVIII танковым корпусом, в январе 1944 года возглавил танковую группу «Запад» во Франции с подчинением сначала Главнокомандующему на Западе генерал-фельдмаршалу Г. фон Рундштедту, затем непосредственно А. Гитлеру. 
После высадки союзников в Нормандии 6 июня 1944 года получил приказ двинуть три танковые дивизии, чтобы отбросить высадившиеся войска обратно в море, когда 10 июня его штаб был разрушен в результате авианалёта союзников, сам Гейр был ранен, погибли почти два десятка офицеров, и контрудар не состоялся. 2 июля 1944 года отстранён от командования и переведен в резерв фюрера. В августе 1944 года назначен инспектором бронетанковых войск армии резерва. 
В мае 1945 года попал в американский плен в Баварии.

### Послевоенные годы
В 1945—1947 находился в плену у американцев. Затем описал в мемуарах свою службу в качестве атташе и на фронтах Второй мировой. В 1950-е участвовал в создании новой армии Западной Германии — Бундесвера. Скончался в окрестностях Мюнхена.

## Семья
С 22 июля 1911 года состоял в браке с Анаис Краусс (1890—1960), имел дочь Бланш (1913—2008).

## Награды
- Железный крест 2-го и 1-го класса (1914, королевство Пруссия)[7]
- Крест Фридриха Августа 2-го и 1-го класса (великое герцогство Ольденбург)[7]
- Орден «За военные заслуги» рыцарский крест (королевство Вюртемберг)
- Нагрудный знак «За ранение» чёрный (май 1918, Германская империя)[7]
- Крест «За военные заслуги» 3-й степени с воинским отличием (Австро-Венгрия)
- Почётный крест Первой мировой войны 1914/1918 с мечами (1934)
- Медаль «За выслугу лет в вермахте» 4-й, 3-й, 2-й и 1-й степени (Третий рейх)[7]
- Пряжка к Железному кресту 2-го класса (14 сентября 1939, Третий рейх)[7]
- Пряжка к Железному кресту 1-го класса (30 сентября 1939, Третий рейх)[7]
- Рыцарский крест Железного креста (9 июля 1941, Третий рейх)[7]
- Медаль «За зимнюю кампанию на Востоке 1941/42» (25 августа 1942, Третий рейх)[7]
- Нагрудный знак «За танковую атаку» (без номера) (25 августа 1942, Третий рейх)[7]

## Труды
- Pz Gp. West: Report of the Commander (1947)
- Erinnerungen eines Militarattachés: London 1933—1937 (Штуттгарт: Deutsche Verlags-Anstalt, 1949)
- Die Verteidigung des Westens (Франкфурт: Verlag Friedrich Rudl, 1952)
- Die große Frage (Bernard & Graefe, 1952)
- The Critical Years, с предисловием Лесли Хоре-Белиша (Лондон: Allan Wingate, 1952)